# Перша битва при Артуа

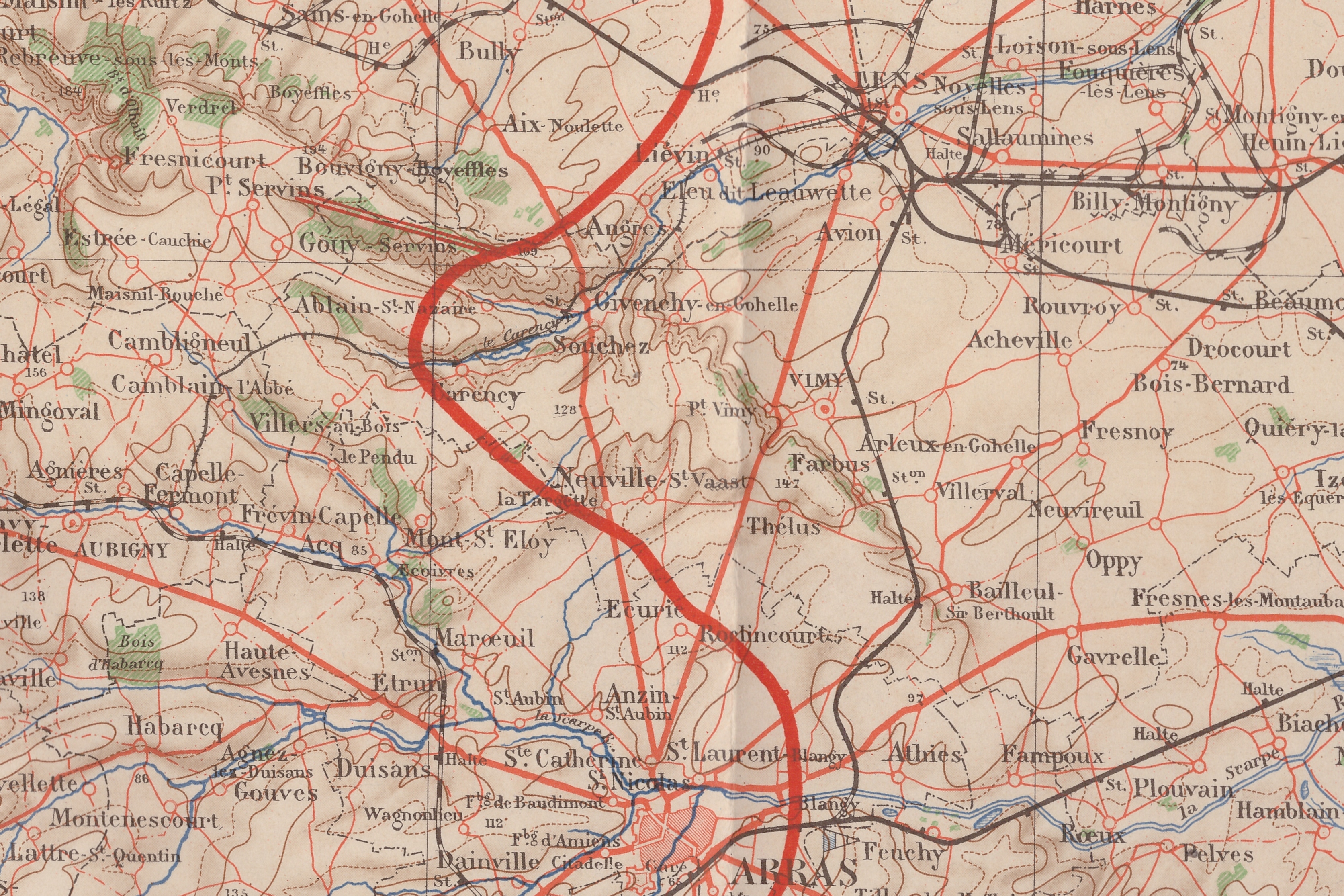
Положення сторін у ході битви при Артуа в січні 1915 року

Перша битва при Артуа (17 грудня 1914 — 13 січня 1915) — битва між німецькою та французькою арміями на шампанському напрямку Західного фронту за часів Першої світової війни. Ця битва, разом з першою шампанською битвою, стала першою серйозною спробою французької армії провести наступальну операцію після завершення битви за Іпр у листопаді 1914 року.

## Історія
Невдала спроба німецьких військ глибоким фланговим маневром прорватися вглиб Франції, в так званому «бігові до моря», примусила кайзерівське керівництво перейти до оборони від Північного моря до швейцарського кордону та закріпитися за суцільною лінією окопів і укріплених позицій, котрі поступово все більш і більш ускладнювалися. Водночас французьке вище командування, усвідомлюючи економічну важливість багатих регіонів Бельгії і областей на північному сході Франції, що опинилися під окупацією, намагалося скористатися ситуацією та, попри власну виснаженість в живій силі й техніці, провести наступальну операцію на цьому стратегічному напрямку та спробувати звільнити регіон Артуа. До уваги бралося також те, що в цей час німці паралельно проводили новий наступ проти росіян на Східному фронті, й були вкрай обмежені у потужних резервах на Заході. Більш того, розвідка доповідала, що німці перекинули від чотирьох до шести корпусів на Східний фронт.
Суворі погодні умови та погана організація матеріально-технічного забезпечення зірвали організований наступ в Артуа, тільки 17 грудня 1914 року французькі війська 10-ї армії генерала Луї Ернест де Мод'юї атакували позиції 6-ї армії генерала князя Рупрехта Баварського. Розрізнені дії французьких частин особливо поблизу Аррасу та Вімі Рідж зривалися добре організованою оборонною тактикою кайзерівських військ. XXXIII корпусу французького генерала Філіппа Петена вдалося навіть захопити першу німецьку лінію, але погані погодні умови і відсутність артилерійської підтримки завадили французам у подальшому прориві ворожих рубежів.
25 грудня розпочався сезон дощів і густого туману, який звів нанівець усі подальші спроби наступу. 4 січня 1915 французькі війська, здобувши мізерні територіальні завоювання, припинили подальші бойові дії. Тим часом, наступ у Шампані французької 4-ї армії, який почався 20 грудня 1914 року, також зазнав повного провалу.